# Klub konkrétistů
Klub konkrétistů je společenství sdružující konkretistické výtvarné umělce v Česku a na Slovensku.

## Historie
Vznikl 9. května 1967 v Praze na Kampě před ateliérem Miroslava Vystrčila. Zákládající členové byli Tomáš Rajlich, Jiří Hilmar, Radoslav Kratina a teoretik Arsén Pohribný. Jednalo se o představitele českého a slovenského konstruktivně koncipovaného umění (konkrétní umění, kinetické umění), ve kterém dominují matematické principy, symetrie a seriálnost. Mezi další představitele také patřili Zdeněk Sýkora (1920–2011), na Slovensku Eduard Antal (1929–2011), Štefan Belohradský (1930–2012), Jarmila Čihánková (1925), Alojz Klimo (1922–2000), Tamara Klimová (1922–2004), Anton Cepka (1936). Záhy po svém založení se klub rozrostl až na 36 stálých členů. Velký počet členů, z nichž někteří po srpnové okupaci emigrovali a zbylí nesměli vystavovat, vedl k rozpadu klubu po roce 1970.
Klub konkrétistů byl obnoven v roce 1997 za účasti původních členů a zahrnul širší rejstřík autorů tvořících v oblasti geometrické abstrakce – konkrétní umění, nová geometrie, postgeometrická abstrakce. Z mladších autorů jsou to Mária Balážová (1956), Viktor Hulík (1948) a Robert Urbásek (1965).

### Členové
Eduard Antal, Juraj Bartusz, Mária Bartuszová, Ľuba Belohradská, Štefan Belohradský, Drahoslav Beran, Jiří Bielecki, Svatoslav Böhm, Jindřich Boška, Antonio Calderara, Enrico Castellani, Anton Cepka, Miloslav Cicvárek, Václav Cigler, Jarmila Čihánková Semanová, Marián Čunderlík, František Dörfl, Jan Dušek, Jindřich V. Gola, Jiří Hampl, Pavel Hayek, Jiří Hilmar, Josef Hrdý, Dalibor Chatrný, Ivan Chatrný, Alojz Klimo, Tamara Klimová Janíčková, Radoslav Kratina, Zdeněk Kučera, Jaroslava Kurandová, František Kyncl, Lubomír Macháň, Jaroslav Malina, Pavel Maňka, Anastázia Miertušová, Petr Nejedlý, Eduard Ovčáček, František Pavlů, Vratislav Plaček, Arsén Pohribný, Lubomír Přibyl, Tomáš Rajlich, Jaroslav Rusek, Zdeněk Rybka, Vladimíra Sedláková, Jan Sekal, Anton Stankowski, Aleš Svoboda, Michal Škoda, Zdeněk Šplíchal, Ján Švec, Karel Trinkewitz, Rudolf Valenta, Jiří Valoch, Miroslav Vystrčil.

### Zahraniční účastníci výstav 1968–1971
Abe Nobuya (Japonsko), Alviani Gutelio (Itálie), Baertling Olle (Švédsko), Bak Imre (Maďarsko), Calderara Antonio (Itálie), Claisse Genevieve (Francie), Drei Lia (Itálie), Halif Marcia (USA), Hill Anthony (Anglie), Nusberg Lev (SSSR), Sobrino Francisco (Španělsko), Vries Herman (Holandsko)

## Výstavy
- Klub der Konkretisten, Alpbach, 1967
- Klub konkrétistů a hosté, Oblastní galerie Vysočiny v Jihlavě, 1968
- Klub konkrétistů a hosté, Dům kultury pracujících, Ústí nad Labem, 1968
- Klub konkrétistů, Dům umění, Zlín, 1997-1998
- Klub konkretistů, Hluboká nad Vltavou, Alšova jihočeská galerie (CZ), 1998
- Klub konkretistov, Bratislava, Slovenská národní galerie, 1999
- Klub konkretistov, Lučenec, Novohradská galerie, 1999
- Neokonštruktivizmus ve slovenském výtvarném umění, Trnava, Galerie J. Koniarka, 2000
- Klub konkretistov (SK) Pocta Alojz Klíma, Bratislava, Galerie Z, 2001
- Klub konkretistů, Opava, Dům umění (CZ), 2001
- Neokonštruktivizmus ve slovenském výtvarném umění, Praha, Národní technické muzeum (CZ), 2002
- Klub konkretistov SK II., Bratislava, Galerie Z, 2006
- Konkretisti.sk (hommage á Eduard Antal), Bratislava, Galerie Z 2012 [nedostupný zdroj]